# Thomas Talbot

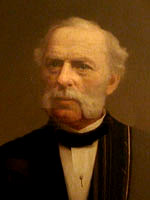
Thomas Talbot

Thomas Talbot (* 7. September 1818 in Cambridge, Washington County, New York; † 6. Oktober 1886 in Lowell, Massachusetts) war ein US-amerikanischer Politiker (Republikanische Partei) und von 1874 bis 1880 zweimal Gouverneur des Bundesstaates Massachusetts.

## Frühe Jahre und politischer Aufstieg
Thomas Talbot wurde in Cambridge im Staat New York geboren, zog aber nach dem frühen Tod seines Vaters mit der restlichen Familie nach Northampton in Massachusetts. Dort besuchte er die öffentlichen Schulen. Danach arbeitete er in der Textilindustrie und eröffnete zusammen mit seinem Bruder eine Kleiderfabrik. 
Zwischen 1861 und 1864 war Talbot Abgeordneter im Repräsentantenhaus von Massachusetts und von 1864 bis 1869 war er Mitglied im Regierungsrat. Ab 1872 war er als Vizegouverneur Stellvertreter von Gouverneur William B. Washburn. Nach dessen Rücktritt musste Talbot dessen  Amtszeit beenden. Damit amtierte er zwischen dem 29. April 1874 und dem 6. Januar 1875 als Gouverneur. Talbot setzte sich für die Begrenzung des Arbeitstages auf zehn Stunden ein und blockierte mit seinem Veto ein Gesetz, das die Prohibitionsgesetze in Massachusetts abgeschafft hätte. Im November 1874 bewarb er sich erfolglos um eine eigene Amtszeit.

## Gouverneur von Massachusetts
Am 5. November 1878 wurde Talbot dann doch noch einmal zum Gouverneur seines Staates gewählt. Er trat seine einjährige Amtszeit am 2. Januar 1879 an. In dieser Zeit wurde ein Gefängnisausschuss ins Leben gerufen. Eine Bildungsreform wurde vorbereitet und der Staatshaushalt reduziert. Die einzelnen Behörden wurden neu strukturiert, um sie effektiver zu machen. Der Gouverneur setzte sich für die Einführung des Frauenwahlrechts in Massachusetts ein. Zu diesem Zweck wurde die Staatsverfassung modifiziert. Talbot lehnte 1879 eine erneute Kandidatur ab und schied daher am 7. Januar 1880 aus seinem Amt aus.

## Weiterer Lebenslauf
Nach seiner Gouverneurszeit zog sich Thomas Talbot aus der Politik zurück und widmete sich seinen privaten Angelegenheiten. Er starb im Oktober 1886 und wurde auf dem Friedhof in Lowell beigesetzt. Thomas Talbot war zweimal verheiratet und hatte insgesamt sechs Kinder.